# Jucătorul (Prokofiev)
Jucătorul (Rusă: Игрок) este o operă în patru acte a lui Serghei Prokofiev. Compozitorul a scris și libretul, inspirat după romanul cu același nume al lui Fiodor Dostoievski.
Prokofiev s-a hotărât să adapteze romanul în 1914 iar dirijorul Albert Coates de la Teatrul Mariinsky l-a încurajat să compună opera și i-a garantat o producție la acel teatru. Prokofiev a compus opera sub forma unei partituri de pian între noiembrie 1915 și aprilie 1916 și a finalizat orchestrația în ianuarie 1917. Vsevolod Meyerhold a fost angajat ca regizor de scenă. Totuși, datorită Revoluției din Februarie, producția operei nu a mai avut loc.

## Interpretare
Prima interpretare a operei a avut loc abia în 1929 după ce a fost intens revizuită în 1927 la Théâtre Royal de la Monnaie din Bruxelles. Prokofiev a adaptat o parte din muzica operei într-o suită orchestrală în 1931.
Opera Bolșoi a interpretat opera la Metropolitan Opera din New York în 1975 dar Metropolitan a pus pe scenă propria producție în martie 2001.
Versiunea originală a operei a fost jucată în 2001 la Teatrul Bolșoi în Moscova sub bagheta lui Gennady Rozhdestvensky.

## Roluri
| Rol                                      | Voce          |
| ---------------------------------------- | ------------- |
| Alexei, tutorele familiei Generalului    | tenor         |
| Polina (Pauline), sub tutela Generalului | soprană       |
| Generalul                                | bas           |
| Blanche, damă                            | mezzo-soprană |
| Marchizul                                | tenor         |
| MDomnul Astley, un englez                | bariton       |
| Baroneasa                                |               |
| Baronul                                  | bas           |
| Bunica ("Babulenka"), Mătușa Generalului | mezzo-soprană |
| Prințul Nilsky                           | tenor         |

## Subiect
- Locație: Roulettenberg, o stațiune climaterică fictivă din Europa
- Perioadă: anii 1860

### Actul I
În grădina Grand Hotel, Alexei, tutorele familiei Generalului, o întâlnește pe Polina, aflată sub tutela Generalului, care are datorii la Marchiz. Alexei o iubește pe Polina și îi spune că a observat intenția ei de a-și amaneta bijuteriile pentru a paria. Totuși, el a pierdut banii. Generalul este atrasă de Blanche, mult mai tânără decât el, și intră împreună cu Marchizul și cu Domnul Astley, un englez. Când este întrebat de pierderile sale, Alexei spune că a pierdut propriile economii. Este mustrat pentru faptul că cineva cu venit modest ca al său nu ar trebui să parieze dar Alexei respinge agresiv ideea de a economisi bani. Astley este impresionat și îl invită pe Alexei la ceai. Generalul primește apoi o telegramă de la "Babulenka" (un diminutiv pentru "bunică"; ea este de fapt mătușa Generalului și bunica Polinei) din Moscova. Generalul speră ca Babulenka să moară în curând ca să îi poată moșteni averea și să se căsătorească cu Blanche.
Polina este frustrată de faptul că nu își poate plăti datoria către Marchiz. Deși Alexei continuă să spună că o iubește, ea se întreabă dacă are un alt interes în afară de lăcomie. Generalul întreupe conversația lor. Polina îl provocă pe Alexei să își demonstreze iubirea și să vadă dacă chiar ar face orice pentru ea. Se așează lângă o Baroneasă care stă în parc. Alexei face asta ceea ce îl înfurie pe Baron. În agitația pornită Baronul și Baroneasa pleacă.

### Actul II
În holul hotelului Generalul îl abordează din nou pe Alexei pentru acțiunile sale. Alexei nu se răzgândește iar Generalul îl alungă din funcția de tutore. Generalul încearcă să obțină ajutorul Marchizului pentru a evita apariția unui scandal. Intră Domnul Astley și îi explică lui Alexei grijiile Generalului. Blanche i-a cerut mai devreme Baronului un împrumut, fapt care a nemulțumit-o pe Baroneasă. Datorită statului social înalt al Baronului și al Baronesei Generalul vrea să evite orice formă de indecență. Astley explică în continuare că Generalul nu o poate cere în căsătorie pe Blanche până nu primește partea sa de moșternire de la Babulenka. Alexei începe să creadă că după ce Polina primește partea sa de moștenire Marchizul va încerca să o cucerească.
Marchizul apare din partea Generalului încercând să tempereze comportamentul lui Alexei. Alexei îl disprețuiește pe Marchiz până când Marchizul reproduce ce a primit de la Polina, care cere ca Alexei să înceteze să se comporte ca un copil. Alexei îl acuză că a forțat-o pe Polina să scrie scrisoarea și pleacă nervos. Marchizul le spune Generalului și Blanchei că a reușit să îl supună pe Alexei.
Generalul prezice moartea lui Babulenka în aceeași seară dar imediat după aceea se aude vocea ei deoarece a sosit la hotel într-o stare de sănătate bună. Îi întâmpină pe Alexei și pe Polina cu căldură dar imediat observă ce urmărește Generalul și ceilalți. Spune că a reușit să învingă boala și că vrea să se recupereze, și să parieze, în stațiune.

### Actul III
La cazino Babulenka pierde bani la ruletă și ignoră toate rugămințile de a se opri. Generalul este îngrijorat și realizează că toate planurile sale cu Blanche se diminuează. După ce Marchizul îi spune câți bani a pierdut Babulenka Generalul sugerează să cheme Poliția dar Marchizul îl face să se răzgândească. Alexei sosește iar Generalul și Marchizul îi cer ajutorul pentru a o convinge pe Babulenka să se răzgândească. Prințul Nilsky, un alt potențial soț pentru Blanche, sosește și spune și el câți bani a pierdut Babulenka. Generalul leșină după care fuge în cazino. Blanche pleacă cu Nilsky. Alexei se întreabă ce se va întâmpla cu familia lui Polina după pierderile financiare ale Babulenkei. Aceasta, rămasă fără bani, vrea să se întoarcă la Moscova. Babulenka îi cere Polinei să vină cu ea dar aceasta refuză. Generalul condamnă pierderile Babulenkei și faptul că a pierdut-o pe Blanche.

### Actul IV
În camera de hotel Alexei o găsește pe Polina cu o scrisoare de la Marchiz. Acesta vrea ca Polina să îi plătească datoria și îi spune că dacă vrea să îl dea în judecată, moștenirea ei este pusă în pericol. Alexei într-un mulțumit pentru faptul că a apelat la Marchiz pentru ajutor.
Fugind la cazino, Alexei are un noroc extraordinar, câștigând de 20 de ori la rând și golind fondurile. După pauză cei din cazino continuă să vorbească despre succesul lui Alexei. Alexei revine în cameră dar continuă să audă vocile celorlalți pariori. Își dă seama că Polina îl aștepta. Oferă să îi dea banii Polinei pentru a-și plăti datoria. Ea refuză și îl întrabă dacă el chiar o iubește. Când Alexei îi dă banii ea îi aruncă în fața lui și pleacă. Opera se încheie cu Alexei singur în cameră, amintindu-și obsesiv succesul său în cazino.

## Suită:Patru portrete și deznodământdinJucătorul, Op. 49
Prokofiev a produs o suită orchestrală din operă în 1931. Cele patru portrete sunt Alexei, Babulenka, Generalul și Polina. Deznodământul nu este reprezentat de finalul operei ci de succesul lui Alexei din cazino. Deoarece Jucătorul nu a fost o operă cu număr opus, niciun personaj nu interpretează o arie.